# سیکلیک ای دی پی-ریبوز
سیکلیک ای دی پی-ریبوز (به انگلیسی: Cyclic ADP-ribose) با فرمول شیمیایی C15H21N5O13P2 یک ترکیب شیمیایی با شناسه پاب‌کم 123847 است. که جرم مولی آن ۵۴۱٫۳۰۱ گرم بر مول می‌باشد. 